# Skarvheimen
Skarvheimen, även kallat Nordfjella, är ett högfjällsområde i Norge som förbinder Jotunheimen med Hardangervidda. Det ligger inom delar av fylkena Buskerud, Vestland och Innlandet. 
Det ursprungliga och mest använda namnet på området är Nordfjella. Området fick också namnet Skarvheimen efter en NRK-omröstning 1995, bland annat baserat på att fjällmassiven Hallingskarvet och Reineskarvet ligger där. 